# Ante Jurić (Bischof)
Ante Jurić (* 17. Mai 1922 in Vranjic, Königreich der Serben, Kroaten und Slowenen, heute Stadtteil von Solin, Kroatien; † 20. März 2012 in Pula, Kroatien) war römisch-katholischer Erzbischof von Split-Makarska.

## Leben
Ante Jurić besuchte das Gymnasium in Split. Das Priesterseminar besuchte Ante Jurić in Zagreb. Die Priesterweihe erfolgte am 18. Mai 1947 in seinem Geburtsort Vranjic, einer Insel in der Bucht von Split. Als Kaplan und Pfarrer war Jurić in der Gemeinde von Desne (bei Ploče) tätig.
Von 1953 bis 1957 war er Präfekt und Vizerektor im erzbischöflichen Priesterseminar Split-Makarska. Von 1957 bis 1963 war Jurić Rektor des bischöflichen Priesterseminars, ebenda Spiritual von 1968 bis 1970. Ab 1978 übernahm Ante Jurić die pastoralen Aufgaben als Gemeindepfarrer, Dekan und Bischofsvikar in Makarska.
Ante Jurić wurde am 10. September 1988 von Papst Johannes Paul II. zum Erzbischof von Split-Makarska ernannt. Die Bischofsweihe spendete ihm sein Amtsvorgänger Frane Franić am 16. Oktober 1988. Mitkonsekratoren waren Marijan Oblak, Erzbischof von Zadar, und Marko Jozinović, Erzbischof von Sarajevo. Sein Bischofsamt war geprägt durch die Umwälzungen in Kroatien und dem ehemaligen Jugoslawien.
Am 21. Juni 2000 nahm Papst Johannes Paul II. das altersbedingte Rücktrittsgesuch von Ante Jurić an.